# Chapelle Notre-Dame de la Foi
De Chapelle Notre-Dame de la Foi (Onze-Lieve-Vrouw van het Geloofkapel) is een modernistische mariakapel in het gehucht Burhaimont van de Belgische gemeente Bertrix. De kapel is sinds 2017 beschermd als monument.

## Geschiedenis
De kapel werd gebouwd in 1949 op initiatief van kanunnik André Lanotte uit dankbaarheid dat Bertrix grotendeels ongeschonden uit de Tweede Wereldoorlog was gekomen. Daarom liet hij vier mariakapellen bouwen in de vier hoeken van grondgebied van Bertrix. De Chapelle Notre-Dame de la Foi is de oudste van deze vier kapellen, die op 16 oktober 2017, samen met hun omgeving, werden beschermd als édifices et oeuvres d'art door de Franse Gemeenschap.

## Beschrijving
De Chapelle Notre-Dame de la Foi staat in de rue des Fanges in het gehucht Burhaimont, ten noorden van Bertrix. Ze werd ontworpen door de Belgische architect Jacques Dupuis (1914-1984). Hij maakte gebruik van lokale schist als bouwmateriaal aangevuld met gewapend beton. Hij liet zich inspireren door de wasplaats (lavoire) van Mussy-la-Ville en de Scandinavische architectuur. De ruimte met het altaar wordt afgeschermd door een metalen hekwerk met mariamonogram. De versieringen in de kapel, een verguld metalen kruisbeeld boven het altaar en groepen engelen in polychroom aardewerk, zijn het werk van de Franse kunstenaar Jean-Lambert Rucki. Aan de achterzijde van de kapel bevindt zich een kleine calvarie.